# سیارک ۵۹۴۳
سیارک ۵۹۴۳ (به انگلیسی: 5943 Lovi، نامگذاری:1984EG) پنج هزار و نهصد و چهل و سومین سیارک کشف شده‌است که در ۱ مارس ۱۹۸۴ کشف شد.
قدر مطلق سیارک برابر ۱۳٫۹۰ است.